# Західний Кувейт – Міна-аль-Ахмаді
Західний Кувейт – Міна-аль-Ахмаді – трубопровідна система, споруджена для транспортування газу із західної групи кувейтських родовищ до газопереробного заводу Міна-аль-Ахмаді.
В 1978-му на майданчику НПЗ Міна-аль-Ахмаді запустили потужності з переробки попутного газу нафтових родовищ, передусім, розташованого поруч супергігантського Бургану. Втім, того ж року почалась подача ресурсу і з віддаленої від узбережжя більш ніж на півсотні кілометрів західної групи родовищ – Мінагіш, Умм-Гудаїр, для чого на останньому спорудили 170-ту компресорну станцію (BS-170). До неї також щодобово могло подаватись біля 0,5 млн м3 газу із нейтральної зони, родовища якої спільно розробляються Саудівською Аравією та Кувейтом.
Оскільки для асоційованого газу родовищ західної групи властивий високий вміст сірководню (біля 4%), на заводі Міна-аль-Ахмаді він спершу надходить на спеціальну секцію переробки – AGRP (Acid  Gas Removal project). Проте, коли з якихось причин AGRP не могла прийняти всі об’єми, доводилось спалювати надлишки, що вело до фінансових втрат та забруднення довкілля продуктами горіння сірководню. Тому в 2010-му на західній групі родовищ спорудили установку очистки, здатну приймати 1,7 млн м3 на добу. Підготований на ній газ подається на компресорні станції, котрі обслуговують згаданий вище Бурган (BS-140/150/160).
На початку 2010-х в Кувейті узялись до плану переведення теплових електростанцій на блакитне паливо, що дозволило б вивільнити додаткові об’єми нафти для експорту. У 2013-му запустили призначені для цього газопроводи Міна-аль-Ахмаді – Сабія та Міна-аль-Ахмаді – Аз-Зур, і в тому ж році мала стати до ладу додаткова система подачі асоційованого газу із заходу країни, де повинна була запрацювати 171-ша компресорна станція (BS-171). Комплекс останньої призначався не лише  для компремування, але й проведення попередньої підготовки 6,6 млн м3 (в подальшому – 10 млн м3) газу та 69 тисяч барелів конденсату на добу. Асоційований газ мали постачати вже наявні центри збору продукції № 17, 27 (Умм-Гудаїр), 28 (Мінагіш) та новий центр №16 (так само Мінагіш). Втім, проект посувався із певними затримками та став до ладу лише в 2018-му. Окрім названої станції BS-171 він включає прокладений від неї газопровід до Міна-аль-Ахмаді довжиною 60 км, виконаний в діаметрів 600 мм (крім того, спорудили конденсатопровід такої ж довжини та діаметром 350 мм).